# Higany-fulminát
A higany-fulminát vagy pontosabban higany(II)-fulminát, más néven durranóhigany egy kémiai vegyület, a fulminsav higanysójának tekinthető. A képlete Hg(CNO)2. Fehér vagy szürkés színű kristályokat alkot. Rendkívül robbanékony vegyület, melegítés vagy ütés hatására nagyon könnyen felrobban. Robbanószerként használják, főként gyutacsok készítésére. Mérgező tulajdonságú. A kristályszerkezetét és a molekulaszerkezetét csupán 2007-ben sikerült felderíteni.

## Története
A 17. század végi alkimistáknak, például Johann Kunckel von Löwensternnek már sikerült higany-fulminátot előállítaniuk. 1799-ben Edward Howard angol kémikus véletlenül izolálta a vegyületet. Alfred Nobel is használt higany-fulminátot a dinamithoz. A 20. század elején csak Németországban körülbelül 100 000 kg higany-fulminátot gyártottak.

## Szerkezete
A vegyület kristály-és molekulaszerkezetét 2007-ben derítették fel német kutatók röntgendiffrakciós vizsgálatok segítségével. A higany-fulminát rombos szerkezetű kristályokat alkot, a kristályokat csaknem lineáris Hg(CNO)2 molekulák építik fel. A higanyatomot minden molekulában két szénatom veszi körül.

## Tulajdonságai
A higany(II)-fulminát nagyon robbanékony, ütés vagy melegítés hatására hevesen robban. A robbanás során elemi állapotú higanyra, nitrogénre és szén-monoxidra bomlik.
{\displaystyle \mathrm {Hg(CNO)_{2}\rightarrow Hg+N_{2}+2\ CO} }
Higany(II)-szulfiddá alakul kén-hidrogén vagy nátrium-tioszulfát hatására.
Az ezüst-fulminát hasonlít a higany-fulminátra de érzékenyebb nála. A réz-fulminát kevésbé érzékeny és gyengébb robbanószer, mint a higany-fulminát.

## Előállítása
Először higanyt oldanak fel salétromsavban, majd az ekkor keletkező oldatot adagolják hűtés közben tömény etanolba

## Felhasználása
A higany-fulminátot főként gyutacsok készítésére, iniciálgyújtóként használják. Ez a vegyület ugyanis ütés hatására nagyon könnyen berobban, majd a robbanás át tud terjedni más robbanószerre. Ma már azonban kevésbé alkalmazzák.